# Leska
Leska je potok v okresech Chomutov a Louny. Potok je dlouhý 23 km, plocha povodí měří 156,8 km² a průměrný průtok v ústí je 0,64 m³/s. Spravuje ho státní podnik Povodí Ohře.

## Popis toku
Potok pramení v Doupovských horách ve Vojenském újezdu Hradiště v Karlovarském kraji asi 2 km jihozápadně od osady Konice v nadmořské výšce 590 metrů. Přibližně ke Krásnému Dvoru teče východním směrem. Ještě ve vojenském prostoru protéká malým rybníkem a napájí také Dobřenecký rybník. Za ním teče severně od Chmelištné do Brodů, za kterými vtéká do zámeckého parku krásnodvorského zámku, kde napájí několik vodních nádrží. U Krásného Dvora opouští Doupovské hory, vtéká do Mostecké pánve a obrací se k severovýchodu. Dále míjí vesnice Zlovědice, Mory, protéká Kněžicemi a v nadmořské výšce 233 metrů se vlévá z pravé strany do Liboce.

## Významnější přítoky
(L = levý, P = pravý)
- Dobřenecký potok (L) pod Chmelištnou
- Podhájský potok (P) pod Chmelištnou
- Němčanský potok (L) u Krásného Dvora
- Dubá II (L) u Zlovědice
- Třebčický potok (L) u Morů
- Dolánecký potok (P) u Kněžic

## Mlýny
- Zámecký mlýn – Brody u Krásného Dvora, okres Louny, kulturní památka